# Inazio Maria Etxaide
Inazio Maria Etxaide  o Ignacio María Echaide Lizasoain (Donostia, 1 de desembre de 1884 - Donostia, 14 de novembre de 1962) fou un enginyer, escriptor i erudit basc.
Va ser el director de la xarxa telefònica a Guipúscoa i va establir el primer servei telefònic automàtic a Espanya. Ocupà el càrrec de president d'Euskaltzaindia del 1952 al 1962. Fou el pare de Yon Etxaide.
Nascut en el si d'una família que residia, per raons laborals, a cavall entre Donostia i Bergara. El 1900 es va examinar a Valladolid, obtenint, per lliure, el títol de Batxiller. L'any següent va començar els seus estudis a Bilbao, en l'Escola d'Enginyers Industrials es va graduar el 1906. L'agost de 1907, finalitzada la seva carrera, Echaide es va incorporar al servei del Cadastre Industrial de la Diputació guipuscoana i, el 1909, va ser nomenat director de la Xarxa Telefònica Provincial de Guipúscoa. Allí romandria fins a 1949. Finalitzats els estudis d'enginyeria estudià l'euskera que tenia quasi totalment oblidat.
Més enllà de les seves habilitats tècniques, cal destacar també les seves habilitats lingüístiques, especialment en el llenguatge tècnic, tal com ho acrediten els més de trenta llibres tècnics que va publicar entre 1916 i 1942, la majoria de telefonia. En la seva utilització del llenguatge es troba, precisament, una de les claus de l'èxit, singular, d'Echaide com a tractadista i divulgador de textos, basats essencialment en la senzillesa i claredat, i no només en els textos, també en les expressions i desenvolupaments matemàtics. Aquestes qualitats de la seva personalitat científica encaixen perfectament amb la seva capacitat de lingüista. El seu compromís amb el basc el va portar a escriure dos tractats sobre gramàtica i sintaxi, a més d'un bon nombre d'articles, en el període primerenc de 1911-1912.
Un bon exemple de com Echaide va justificar aquest estil científic es troba en el pròleg de la qual va ser la seva primera gran contribució a la tècnica, Apuntes sobre Telefonía, que va ser utilitzada com a obra de text en escoles d'enginyers industrials. A Echaide, no li faltaren ofertes de càrrecs empresarials i acadèmics. Diverses societatsc com el Banc de Sant Sebastià des de 1910 o Màquines de Cosir Alfa des de 1940, li van brindar l'oportunitat de ser conseller, i ell mateix va actuar també com a soci-fundador d'altres, com el setmanari catòlic La Cruz (1928) o l'Editorial Catòlica de Guipúscoa (1932). No obstant això, un dels càrrecs més destacats que ocupà fou la presidència d'Euskaltzaindia el 1951, sent el segon president de la seva història.

## Publicacions[4]
- Tratado de subfijación, prefijación y compresión en el idioma eúskaro (1911)
- Tratado de sintasis en el idioma eúskaro (1912)
- El verbo vascongado (1923)
- Sobre el origen y parentesco del pueblo euskaro y su idioma (1935)
- Desarrollo de las conjugaciones euskaras perifrásticas, sintéticas, respetuosas y familiares (1944)
- Telefonoaren sortze eta aurrerapena (1929)